# Trémorel
Trémorel [tʁemɔʁɛl] est une commune française située dans le département des Côtes-d'Armor, en région Bretagne.

## Géographie

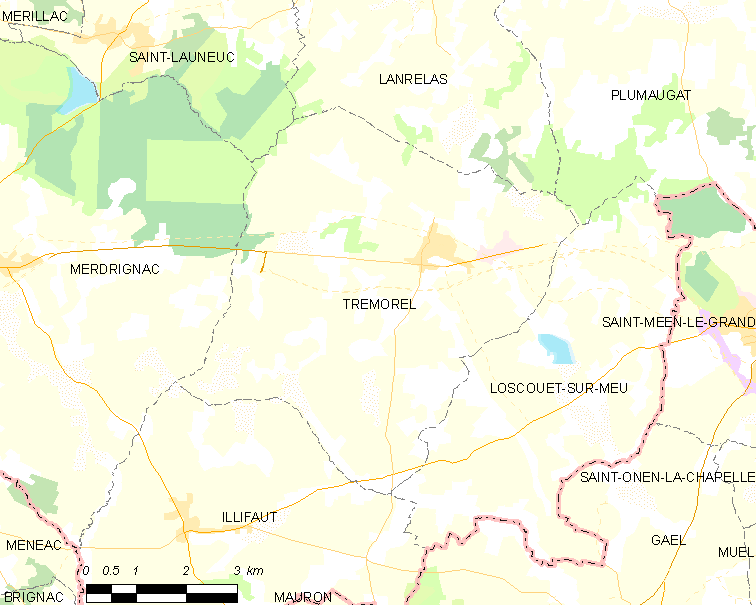
Carte simplifiée de la commune de Trémorel et des communes voisines.

La commune est située dans le département des Côtes-d'Armor en Bretagne.
Les deux communes les plus proches sont celles de Merdrignac à l'ouest, distante de 9,6 km, et de Saint-Méen-le-Grand à l'est, distante de 8 km.
La commune de Trémorel est située à 52,9 km de Rennes, soit 40 min de trajet en voiture. La RN 164 lui sert d'axe principal.
| Saint-Launeuc | Lanrelas | Plumaugat        |
| Merdrignac    | Trémorel | Loscouët-sur-Meu |
|               | Illifaut |                  |

### Relief
| - Carte topographique de la commune de Trémorel. |

### Hydrographie
Pour un article plus général, voir Réseau hydrographique des Côtes-d'Armor.
La commune est située dans le bassin Loire-Bretagne. Elle est drainée par le Meu, le Gréhédan et le Bourien,,.
Le Meu, d'une longueur de 84 km, prend sa source dans la commune de Saint-Vran et se jette  dans un bras de la Vilaine à Chavagne, après avoir traversé 21 communes. 

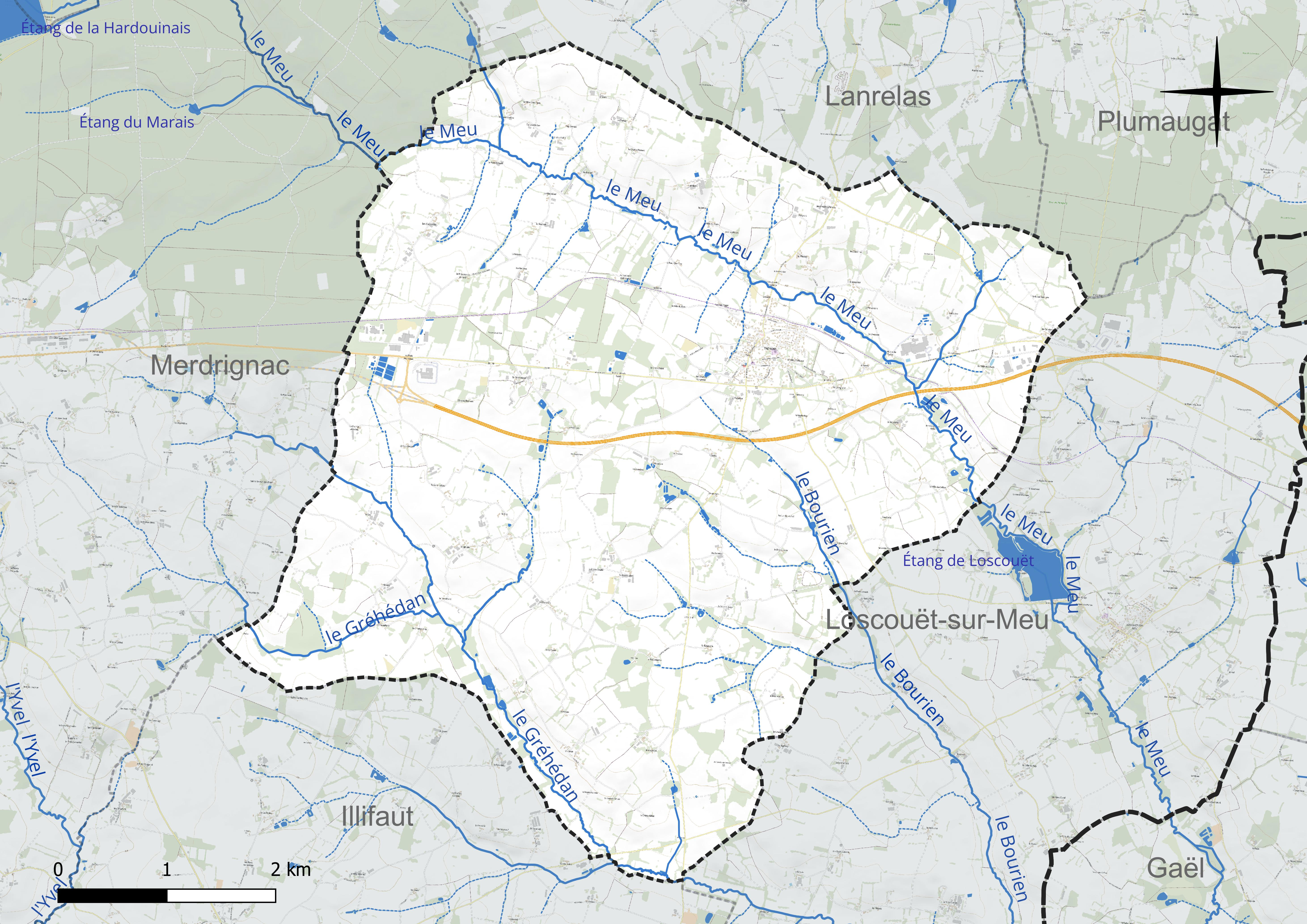
Réseau hydrographique de Trémorel.

Le Gréhédan, d'une longueur de 12 km, prend sa source dans la commune de Merdrignac et se jette  dans le Meu à Gaël, après avoir traversé cinq communes. 

### Climat
Pour des articles plus généraux, voir Climat de la Bretagne et Climat des Côtes-d'Armor.
En 2010, le climat de la commune est de type climat océanique franc, selon une étude du CNRS s'appuyant sur une série de données couvrant la période 1971-2000. En 2020, Météo-France publie une typologie des climats de la France métropolitaine dans laquelle la commune est exposée à un climat océanique et est dans la région climatique  Bretagne orientale et méridionale, Pays nantais, Vendée, caractérisée par une faible pluviométrie en été et une bonne insolation. Parallèlement l'observatoire de l'environnement en Bretagne publie en 2020 un zonage climatique de la région Bretagne, s'appuyant sur des données de Météo-France de 2009. La commune est, selon ce zonage, dans la zone « Intérieur Est  », avec des hivers frais, des étés chauds et des pluies modérées).  
Pour la période 1971-2000, la température annuelle moyenne est de 11,2 °C, avec  une amplitude thermique annuelle de 12,2 °C. Le cumul annuel moyen de précipitations est de 766 mm, avec 12,7 jours de précipitations en janvier et 6,7 jours en juillet. Pour la période 1991-2020, la température moyenne annuelle observée sur la station météorologique la plus proche, située sur la commune de Merdrignac à 9 km à vol d'oiseau, est de 11,7 °C et le cumul annuel moyen de précipitations est de 905,0 mm,. Pour l'avenir, les paramètres climatiques de la commune estimés pour 2050 selon différents scénarios d’émission de gaz à effet de serre sont consultables sur un site dédié publié par Météo-France en novembre 2022.

## Urbanisme

### Typologie
Au 1er janvier 2024, Trémorel est catégorisée commune rurale à habitat dispersé, selon la nouvelle grille communale de densité à 7 niveaux définie par l'Insee en 2022.
Elle est située hors unité urbaine et hors attraction des villes,.

### Occupation des sols
L'occupation des sols de la commune, telle qu'elle ressort de la base de données européenne d’occupation biophysique des sols Corine Land Cover (CLC), est marquée par l'importance des territoires agricoles (94,7 % en 2018), une proportion sensiblement équivalente à celle de 1990 (95,3 %). La répartition détaillée en 2018 est la suivante : 
terres arables (68,6 %), prairies (13,4 %), zones agricoles hétérogènes (12,7 %), forêts (2,4 %), zones urbanisées (1,8 %), zones industrielles ou commerciales et réseaux de communication (1,2 %). L'évolution de l’occupation des sols de la commune et de ses infrastructures peut être observée sur les différentes représentations cartographiques du territoire : la carte de Cassini (XVIIIe siècle), la carte d'état-major (1820-1866) et les cartes ou photos aériennes de l'IGN pour la période actuelle (1950 à aujourd'hui).

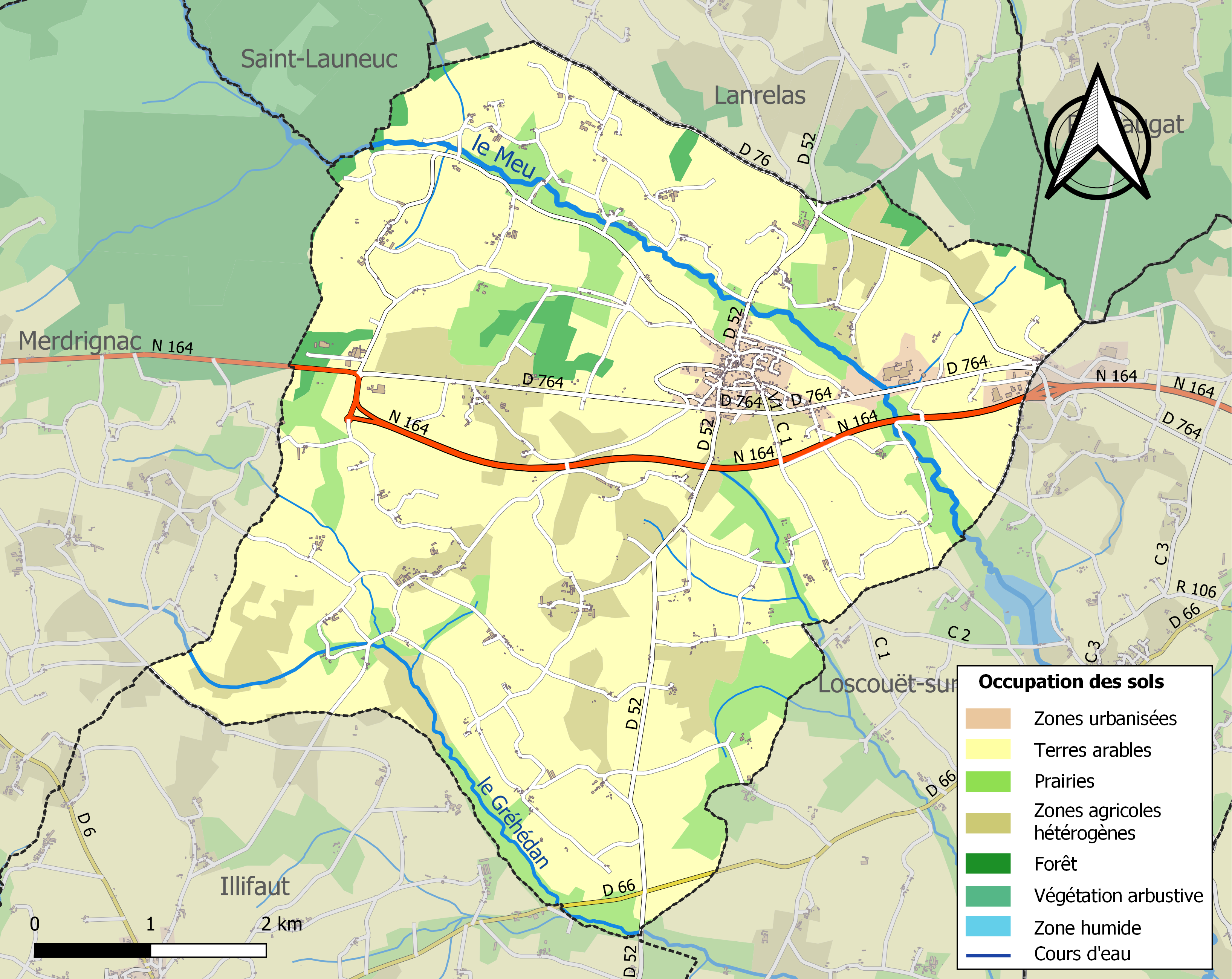
Carte des infrastructures et de l'occupation des sols de la commune en 2018 (CLC).

## Toponymie
Le nom de la localité est attesté sous les formes Tremorai en 1024 et en 1034, Tremoray vers 1330, 1372 et en 1445, Tremoray soubz Locoet en 1490, Tremoray en 1513, Tremeray au XVe siècle.
Trémorel vient du breton treb (« village ») et du gallo-romain more (« terrain humide »).

## Histoire

### Moyen-Âge et Temps modernes
En l'an 1008, la duchesse Havoise et ses fils Alain et Eudon donnèrent la seigneurie de Trémorel à l'abbaye de Saint-Méen-le-Grand, l'échange étant confirmé en 1192 par le pape Célestin III.
Sous l'Ancien Régime, la paroisse appartenait au diocèse de Saint-Malo et possédait pour succursale la paroisse du Loscouët-sur-Meu.

### Révolution française
La commune a élu sa première municipalité en 1790, ce fut un chef-lieu de canton jusqu'à l'an X.

### LeXIXesiècle

#### Tradition
Les traditions bretonnes y étant déjà présentes, d'autres traditions y sont également conservées telles que le Pardon des Treize Chênes le premier dimanche de septembre. Selon la légende, cette tradition provient d'un seigneur du lieu qui plantait un chêne chaque fois qu'il était père. Au treizième enfant, il bâtit la chapelle des Treize Chênes (reconstruite en 1888 sur les ruines de l'ancienne).

### LeXXesiècle

#### Les guerres duXXesiècle
Le monument aux morts porte les noms des 104 soldats morts pour la Patrie :
- 90 sont morts durant la Première Guerre mondiale ;
- 11 sont morts durant la Seconde Guerre mondiale ;
- 2 sont morts durant la guerre d'Algérie ;
- 1 est mort durant la guerre d'Indochine.

### LeXXIesiècle
La fermeture en 2003 de l'usine du groupe "Volaille de France" entraîne la suppression de 350 emplois.

## Économie
- La Société vitréenne d'abattage Jean Rozé, une filiale du groupe Les Mousquetaires) a un établissement d'abattage de bovins à Trémorel.

## Politique et administration
Michel Blanchard premier Maire de Trémorel 1791-1792
| Période                                  | Période        | Identité              | Étiquette | Qualité                             |
| ---------------------------------------- | -------------- | --------------------- | --------- | ----------------------------------- |
| 1800                                     | 1808           | Jean Ollivier         |           |                                     |
| janvier 1808                             | juin 1816      | Pierre Chicot         |           |                                     |
| juillet 1816                             | juillet 1821   | Mathurin Yves Dreux   |           |                                     |
| juillet 1821                             | décembre 1834  | Pierre Chicot         |           |                                     |
| janvier 1835                             | septembre 1843 | Mathurin Berthelot    |           |                                     |
| septembre 1843                           | septembre 1846 | Pierre Pilorget       |           |                                     |
| octobre 1846                             | juillet 1852   | Mathurin Jaigu        |           |                                     |
| juillet 1852                             | septembre 1865 | Jean Louis Blanchard  |           |                                     |
| septembre 1865                           | janvier 1886   | Pierre Marie Chicot   |           |                                     |
| février 1886                             | novembre 1900  | Louis Marie Blanchard |           |                                     |
| décembre 1900                            | mai 1904       | Mathurin Gicquel      |           |                                     |
| Mai 1904                                 | mai 1908       | François Jean Douard  |           | Propriétaire Chef de gare           |
| mai 1908                                 | avril 1909     | Alexis Labbé          |           | Meunier                             |
| mai 1909                                 | mai 1912       | Louis Hulaud          |           | Notaire                             |
| mai 1912                                 | décembre 1919  | Pierre Pilorget       |           | Cultivateur                         |
| décembre 1919                            | novembre 1939  | Léon Gicquiaux        |           | Commerçant                          |
| décembre 1939                            | mars 1971      | Léon Gicquel          | DVD       | Forgeron                            |
| mars 1971                                | juin 1995      | Guillaume Nogues      | DVG       | Directeur d'école retraité          |
| juin 1995                                | mars 2014      | Jeanne Horpin         |           | Responsable administratif retraitée |
| mars 2014                                | En cours       | Michel Rouvrais       | DVD       | Agriculteur                         |
| Les données manquantes sont à compléter. |                |                       |           |                                     |

## Langue gallèse
Le village de Trémorel se situe en Haute-Bretagne, dans la zone où le gallo est parlé.
Le nom de Trémorel se dit en gallo « Termorae ».
Trémorel est la première commune signataire de la charte du Galo, dam Yan, dam Vèr.

## Démographie
L'évolution du nombre d'habitants est connue à travers les recensements de la population effectués dans la commune depuis 1793. Pour les communes de moins de 10 000 habitants, une enquête de recensement portant sur toute la population est réalisée tous les cinq ans, les populations de référence des années intermédiaires étant quant à elles estimées par interpolation ou extrapolation. Pour la commune, le premier recensement exhaustif entrant dans le cadre du nouveau dispositif a été réalisé en 2006.

En 2022, la commune comptait 1 154 habitants, en évolution de −0,52 % par rapport à 2016 (Côtes-d'Armor : +1,78 %, France hors Mayotte : +2,11 %).
| 1793  | 1800  | 1806  | 1821  | 1831  | 1836  | 1841  | 1846  | 1851  |
| ----- | ----- | ----- | ----- | ----- | ----- | ----- | ----- | ----- |
| 1 280 | 1 242 | 1 146 | 1 325 | 1 410 | 1 323 | 1 314 | 1 372 | 1 459 |

| 1856  | 1861  | 1866  | 1872  | 1876  | 1881  | 1886  | 1891  | 1896  |
| ----- | ----- | ----- | ----- | ----- | ----- | ----- | ----- | ----- |
| 1 405 | 1 497 | 1 503 | 1 513 | 1 538 | 1 583 | 1 599 | 1 671 | 1 739 |

| 1901  | 1906  | 1911  | 1921  | 1926  | 1931  | 1936  | 1946  | 1954  |
| ----- | ----- | ----- | ----- | ----- | ----- | ----- | ----- | ----- |
| 1 751 | 1 742 | 1 773 | 1 578 | 1 595 | 1 552 | 1 480 | 1 405 | 1 293 |

| 1962  | 1968  | 1975  | 1982 | 1990 | 1999 | 2006  | 2011  | 2016  |
| ----- | ----- | ----- | ---- | ---- | ---- | ----- | ----- | ----- |
| 1 235 | 1 202 | 1 123 | 971  | 954  | 915  | 1 033 | 1 120 | 1 160 |

| 2021  | 2022  | - | - | - | - | - | - | - |
| ----- | ----- | - | - | - | - | - | - | - |
| 1 150 | 1 154 | - | - | - | - | - | - | - |

## Culture locale et patrimoine

### Lieux et monuments

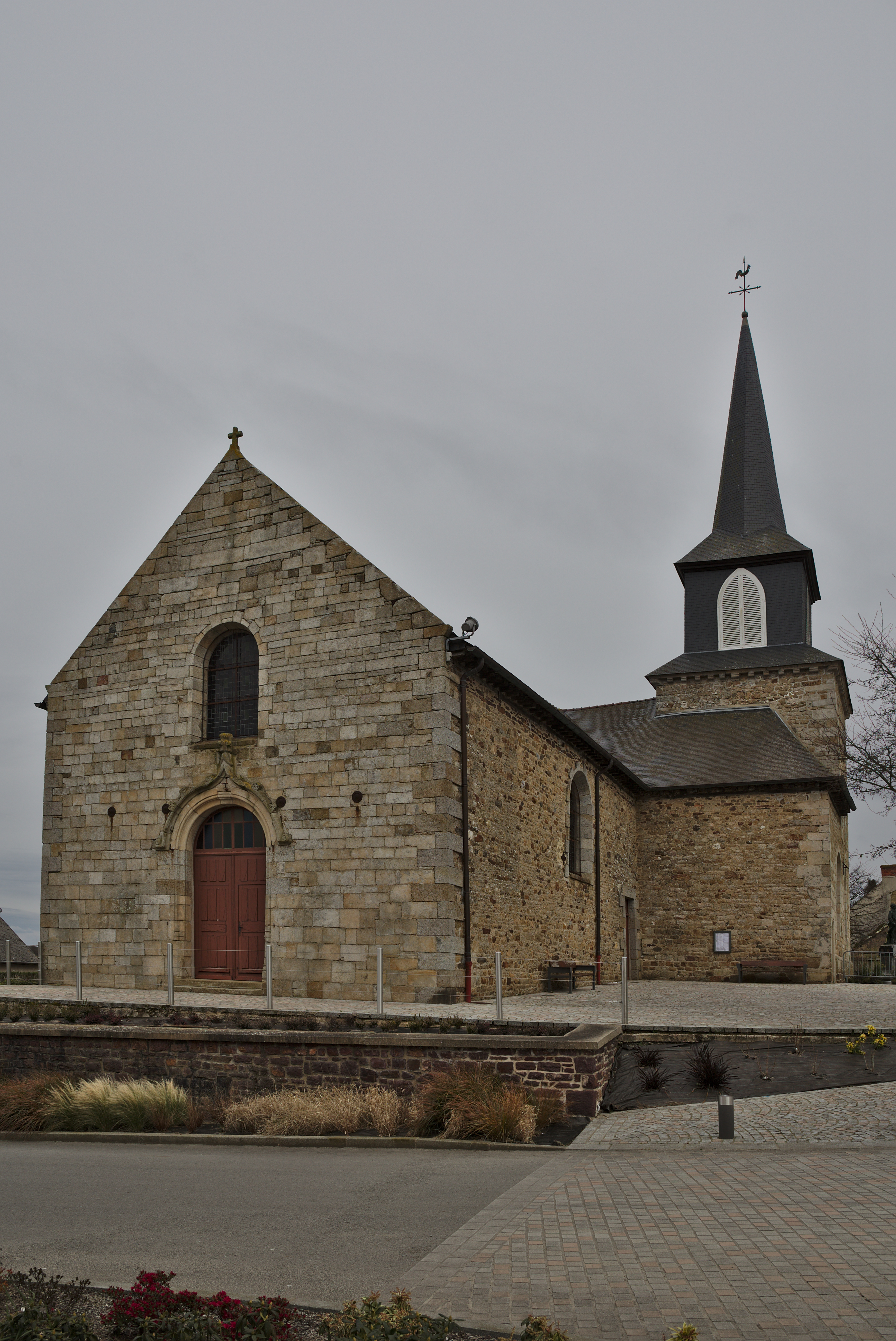
L'église Saint-Pierre-et-Saint-Paul.
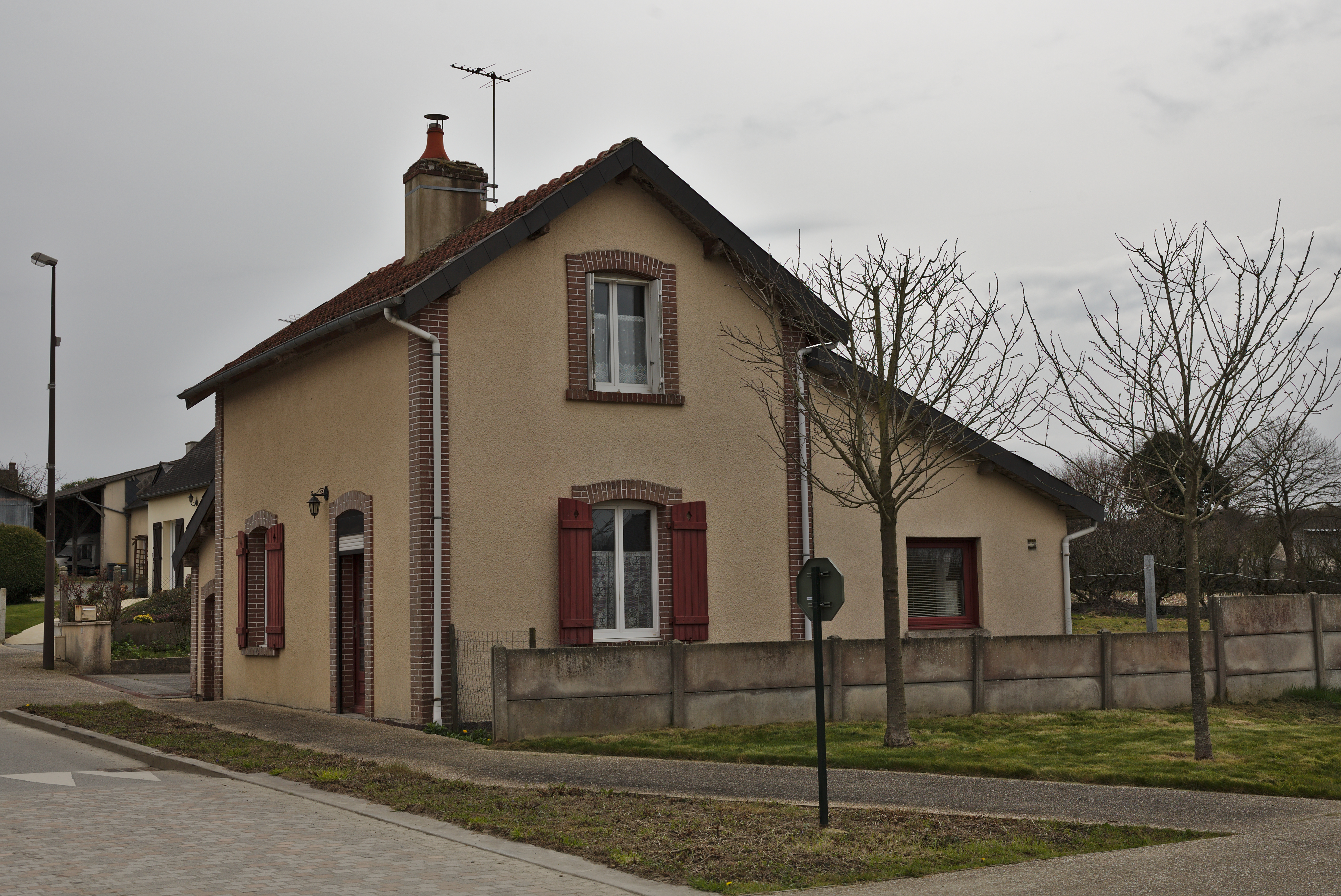
Ancienne gare sur la ligne de Saint-Méen à Loudéac.

L'église Saint-Pierre-et-Saint-Paul a été entièrement reconstruite en 1838 puis en 1945. Elle possède quelques éléments assez anciens comme un cadran solaire de 1691 sur sa façade sud.